# Kołybajiwka

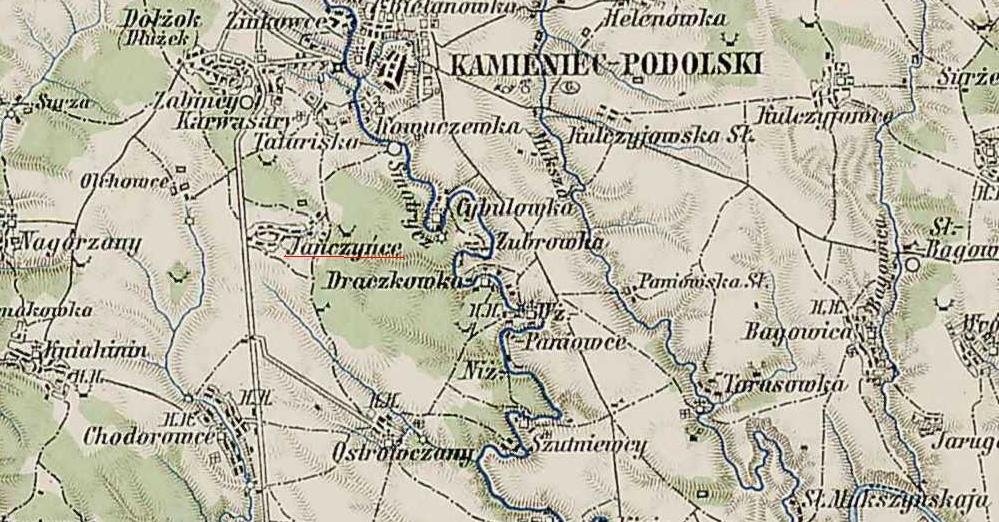
Położenie wsi na austro-węgierskiej mapie sztabowej z ok. 1910

Kołybajiwka (ukr. Колибаївка) – wieś na Ukrainie, w obwodzie chmielnickim, w rejonie kamienieckim.
W okresie I Rzeczypospolitej nosiła nazwę Janczyńce. Wspominana w książce Skarb Watażki Władysława Łozińskiego. W 1990 r. dzięki staraniom ks. Romana Twaroga, proboszcza parafii katedralnej w Kamieńcu Podolskim, został wzniesiony tu kościół rzymskokatolicki, przy którym powstała parafia Chrystusa Króla Wszechświata.